# Prestavlky
Cet article possède un paronyme, voir Přestavlky.
Prestavlky (en hongrois : Mailáth) est une commune du district de Žiar nad Hronom, dans la région de Banská Bystrica, en Slovaquie.

## Histoire
La première mention écrite de la localité date de 1283.

## Démographie

### Évolution de la population
| Année:               | 1994. | 2004.   | 2014.   | 2024.   |
| -------------------- | ----- | ------- | ------- | ------- |
| Nombre de personnes: | 699   | 670     | 668     | 670     |
| Différence:          |       | -4,14 % | -0,29 % | +0,29 % |

| Année:               | 2023. | 2024.   |
| -------------------- | ----- | ------- |
| Nombre de personnes: | 685   | 670     |
| Différence:          |       | -2,18 % |